# Jean-Christophe Duchon-Doris
 (janvier 2019).
Pour les articles homonymes, voir Duchon et Doris.
Jean-Christophe Duchon-Doris, né le 2 janvier 1960, est un magistrat et écrivain français.

## Biographie
Ancien élève de l'ENA, il est magistrat administratif, spécialisé en droit fiscal, puis conseiller d'Etat.
Président du tribunal administratif de Toulon (2014-2017), de Nice (2017-2019), puis de Paris (2019-2024), il a effectué l'essentiel de sa carrière au tribunal administratif et à la cour administrative d'appel de Marseille où il réside avec son épouse et ses trois enfants[réf. souhaitée]. Il est également Professeur associé à la Faculté de droit et science politique d’Aix-en-Provence (où il enseigne le droit fiscal et la procédure fiscale).
Par décret du 26 juin 2024, il est nommé conseiller d'Etat, pour exercer les fonctions de président de la cour administrative d'appel de Marseille.
Outre des activités juridiques, telles des publications juridiques et des charges d'enseignement, il est écrivain de romans historiques et de romans policiers historiques.
Il a reçu le prix Goncourt de la nouvelle en 1994 pour les Lettres du baron.
Son roman Les Nuits blanches du Chat botté met en scène une intrigue policière qui se déroule d'octobre 1700 à avril 1701 : le procureur du roi Guillaume de Lautaret enquête sur une série d'assassinats commis dans la petite ville (fictive) de Seyne, dans les Alpes. Il reçoit l’aide inattendue d'une jeune femme de 19 ans, Delphine d'Orbelet, qui a découvert que les meurtres des victimes évoquaient Les Contes de ma mère l'Oye, de Perrault.
Son roman Le Cuisinier de Talleyrand propose, dans le cadre d'une enquête policière, une plongée dans la Vienne de 1814, ainsi que dans l'univers de la grande cuisine française mêlé à la subtilité des tractations politiques du Congrès de Vienne.

### Séries policières

#### «Guillaume de Lautaret»
1. Les Nuits blanches du Chat botté, Éditions Julliard., 2000 (réimpr. 2004), 239 p. (ISBN 978-2-260-01636-6 et 978-2-264-03950-7).

2. L'Embouchure du Mississipy, Éditions Julliard, 2003, 302 p. (ISBN 978-2-260-01627-4 et 978-2-264-04044-2).

3. Les Galères de l'orfèvre : Marseille, 1703. roman, Éditions Julliard, 2004, 268 p. (ISBN 978-2-260-01665-6 et 978-2-264-04195-1)

### Romans
L'Autre Singe, Paris, Flammarion., 1997, 211 p. (ISBN 2-08-067405-6).
L'Ordure et le Soleil, Robert Laffont, coll. « Best-sellers », 2001 (ISBN 978-2-221-09417-4).
Anges à tuer, rue Paradis, L'Écailler du Sud (Marseille), 2003, 148 p. (ISBN 978-2-914264-30-3).
Le Cuisinier de Talleyrand : Meurtre au congrès de Vienne, Paris, Éditions Julliard, 2006 (réimpr. 2007), 297 p. (ISBN 978-2-260-01633-5 et 978-2-264-04501-0).
La Fille au pied de la croix : roman, Paris, Éditions Julliard, 2008, 208 p. (ISBN 978-2-260-01738-7).
La Mort s'habille en crinoline, Paris, Éditions Julliard, 2014 (réimpr. 2015), 318 p. (ISBN 978-2-260-02148-3 et 978-2-264-06539-1).
Venez, vous dont l'œil étincelle : roman, Paris, Éditions Julliard, 2016, 368 p. (ISBN 978-2-260-02403-3).

### Recueils de nouvelles
Les Ours polaires, Seghers, coll. « Mots », 1991, 244 p. (ISBN 978-2-232-10375-9).
Les Lettres du baron, Éditions Julliard,, coll. « L'Atelier Julliard », 1994, 179 p. (ISBN 978-2-260-00142-3).
Portraits des dames d'Égypte, Éditions Julliard, 2002 (réimpr. 2005 [Pocket]), 184 p. (ISBN 978-2-260-01613-7 et 978-2-266-13211-4).
Onze fois l'OM : Le Tacle et la plume  (Marie Desplechin, Jean-Bernard Pouy, Frédéric H. Fajardie, Didier Daeninckx, Cyril Marasque, René Frégni, Jean-Paul Delfino, Jean-Christophe Duchon-Doris, Serge Scotto, Xavier-Marie Bonnot, et François Thomazeau), 2004, 120 p. (ISBN 978-2-914264-50-1).